# Fiskars
Fiskars Oyj Abp ist ein finnischer börsennotierter Hersteller von handwerklichen Geräten (hauptsächlich Messer, Äxte und Scheren) und Booten.

## Geschichte
Das Unternehmen wurde 1649 von zwei holländischen Kaufleuten in dem kleinen Dorf namens Fiskars in der südfinnischen Gemeinde Raseborg gegründet. Anfangs fertigte Fiskars Stahlnägel, Hacken und Metallräder. Das Unternehmen wurde erweitert und zu einer Manufakturmaschinerie mit eigenem Hochofen umgestaltet. Mit seinem qualitativ hochwertigen Eisenerz wurden das Unternehmen – und das Dorf – schnell berühmt für die Qualität ihres Stahls und die Produkte, die daraus hergestellt wurden. Zur damaligen Zeit wurden Dampfmaschinen, Haushaltsutensilien, Kerzenständer, Gabeln und Scheren hergestellt. Die ersten Scheren wurden bereits vor 130 Jahren gefertigt und bestanden aus massivem Stahl. Darüber hinaus fertigte Fiskars zwischenzeitlich aber auch Schleusentore und Pflüge.
Wasserkraft zum Betrieb von Hammerwerken und Maschinen sowie der Tiefwasserhafen zur Schiffsverladung der Produkte in Fiskars waren Standortvorteile, die zur zügigen Expansion des Unternehmens beitrugen. Der Ort gilt bis heute als das „Solingen Finnlands“. Die alten Produktionsanlagen in Fiskars sind heute mehrheitlich Museums- und Ausstellungsgelände und ganzjährig dem Publikumsverkehr zugänglich.
Im Frühjahr 2022 verlegte die Fiskars Group ihren Sitz von Helsinki ins rund 8 km entfernte Keilaniemi in Espoo, der zweitgrößten finnischen Stadt.

## Produkte und Unternehmensbereiche

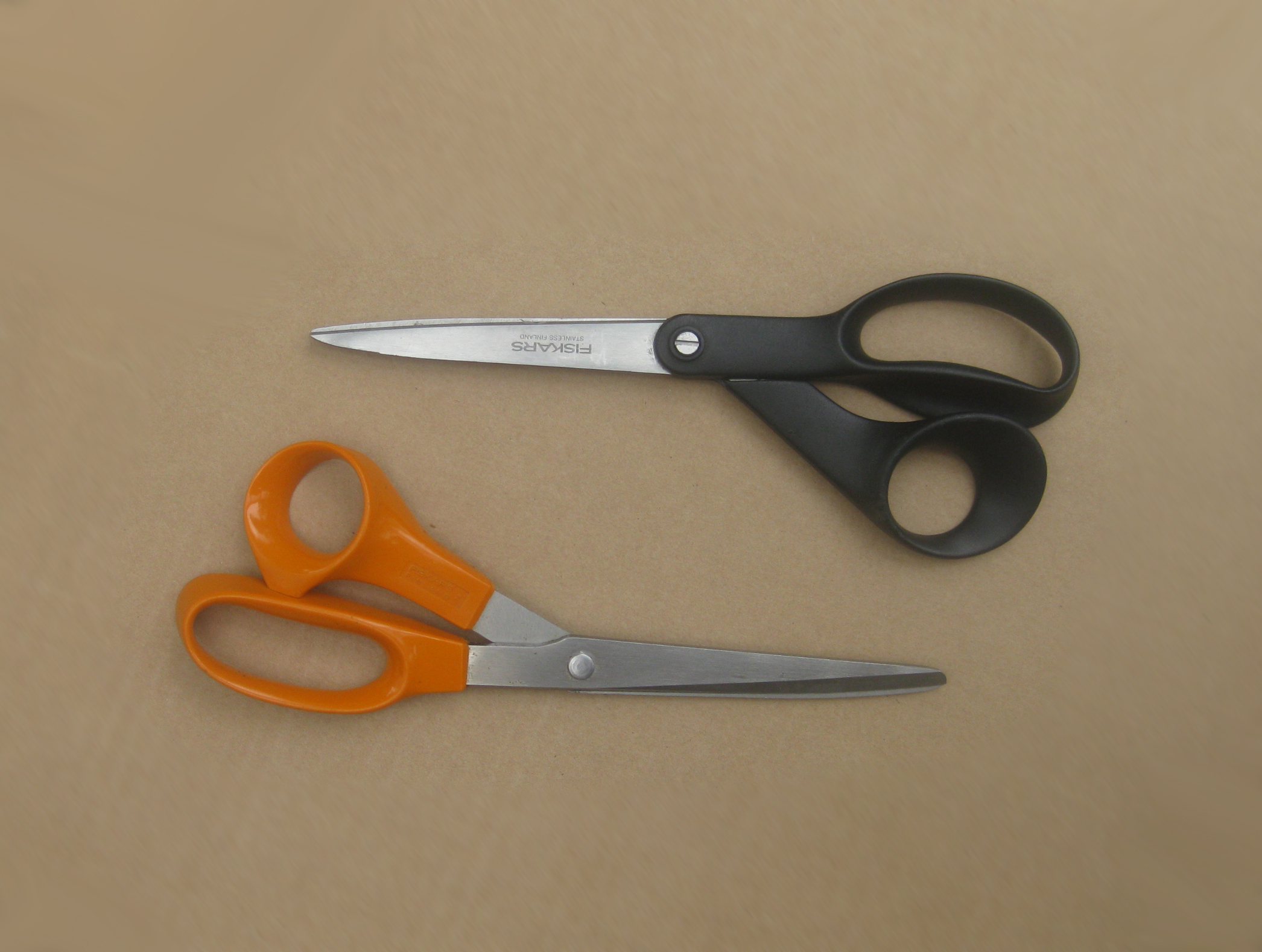
Zwei Generationen der Fiskars Büroschere

In Deutschland ist Fiskars vor allem als Hersteller von Gartenwerkzeugen wie z. B. Äxten oder Schneeschiebern bekannt. Verbreitet sind auch die Scheren mit dem typisch orangefarbenen Griff.
Zur Fiskars-Gruppe gehören darüber hinaus weitere Hersteller und Marken, so seit 1986 der amerikanische Messer- und Multitoolhersteller Gerber Legendary Blades, seit 2006 der schwedische Outdoor-Ausrüster Silva und seit 2007 der Keramikhersteller Iittala, der eng mit der finnischen Designgeschichte (Arabia, Hackman) verbunden ist. Ebenfalls stellte Fiskars Aluminiumboote unter dem Markennamen Buster her, die vor allem als Fischer-, Arbeits- und Rettungsboote genutzt werden.
Von Fiskars übernommen wurde auch der 1758 gegründete dänische Besteckhersteller und Hoflieferant Raadvad.
Im Jahr 2000 wurde die Herforder Firma Ebert übernommen, von der Kunststoffartikel für Garten, Balkon und Haushalt hergestellt wurden. Nach der Übernahme wurde das Angebot um Schneidgeräte für den Garten, Haushaltsgeräte und Bastelartikel erweitert. Etwa zur selben Zeit wurde der britische Pflanzgefäßhersteller Sankey übernommen. Die beiden Geschäftsbereiche wurden 2012 unter der neuen Marke Ebertsankey fusioniert. Somit war in Herford der zentrale Verwaltungssitz, Logistik- und Produktionsstandort für alle Fiskars-Geschäftsaktivitäten in Zentraleuropa. Ende 2016 wurde der Herforder Standort geschlossen und die Marke Ebertsankey an die niederländische Elho-Gruppe verkauft, der Unternehmenssitz wurde in das hessische Eschborn (bei Frankfurt am Main) verlegt.
Seit 2012 gehört das Unternehmen Royal Copenhagen zum Fiskars-Konzern.

## Produktinnovation und -design
Charakteristisch für Fiskars-Produkte sind fortschrittliche Details wie gehärtete, antihaftbeschichtete Klingen aus Kohlenstoff-Stahl mit einem Härtegrad von 58 HRC, fast unlösbare Verbindungen von Axtköpfen und Stielen, sowie überdurchschnittlich belastbare Stiele aus glasfaserverstärktem Kunststoff (fiberglasverstärktem Polyamid). Der Stiel ist witterungsbeständig, bruch- und schlagfest.

## Auszeichnungen (Auswahl)
Fiskars bekam für seine Produkte mehrere Auszeichnungen. Nachfolgend eine Auswahl der Auszeichnungen:
- Sprühdüsen und Gießstäbe (red dot design award 2020)[8]
- Bewässerungssystem Waterwheel XL (red dot design award 2019)[8]
- Äxte der Norden-Serie (red dot design award 2019)[9]
- Baumschere PowerGear (red dot design award 2017)[8]
- Spaten Xact (red dot design award 2014)[8]
- Gartenschneidwerkzeuge der Serie Quantum (red dot design award 2012)[8]
- Äxte der Serie X Range (German Design Award 2012)[10]
- Astscheren der Serie PowerStepT (red dot design award 2009)[8]
- Servo Lever Grasschere (iF product design award 2003)[11]
- Grabegabel (iF product design award gold 2003)[12]
- Power Lever Grasschere (iF product design award 2002)[13]
- Power Lever Astschere (iF product design award 2002)[14]
- Elektrische Hebel-Heckenschere (iF product design award 2002)[15]
- Heckenschere (iF product design award 2001)[16]
- Schneidgiraffe (red dot design award 2000)[8]
- Handsäge mit versenkbarem Blatt (iF product design award 1999)[17]
- Vielzweck-Gartenschneidgerät (iF product design award 1998)[18]
- Gartenschere (iF product design award 1997)[19]
- Faltspaten (iF product design award 1996)[20]
- Blumenschere (iF product design award 1996)[21]
- Ästungsschere (iF product design award 1996)[22]
- Äxte (iF product design award 1994)[23]
- Blumenkelle und Blumenkralle (iF product design award 1994)[24]
- Grabegabel (iF product design award 1994)[25]